# Garonne (mini-série)
Pour les articles homonymes, voir Garonne (homonymie).
Garonne est une mini-série française en 4 épisodes de 90 minutes, réalisée par Claude d'Anna et diffusée entre le 26 août 2002 et le 9 septembre 2002 sur France 2.

## Synopsis
Claire Salvagnac revient dans sa famille à Toulouse après des années. Elle travaille avec son père, géologue. Mais le passé fait très vite irruption et les vieilles rancœurs refont surface.
Elle revoit des amis d'enfance. D'abord Corinne qui travaille dans l'aérospatiale et qui est mariée à Yacine. Ensemble ils élèvent Nicolas, le neveu de Corinne qui souffre de ne savoir qui est son père, sa mère étant morte emportant le secret avec elle.
De son côté, Claire tombe amoureuse de Luis, président de l'association « Eau nette » mais rival principal des projets de son père. Dans la foulée, elle fera la connaissance de Marc, qui travaille au SAMU et qui s'avère être le père de Nicolas...

## Distribution
- Laure Marsac : Claire Salvagnac
- Sophie de La Rochefoucauld : Corinne
- Chad Chenouga : Yacine
- Ruben Tapiero : Nicolas
- Bruno Wolkowitch : Marc Tursan
- Philippe Lefebvre : Julien
- Pierre Vaneck : François Salvagnac
- Marie-Christine Barrault : Geneviève Salvagnac
- Jean-Claude Adelin : Luis Camarro
- Micky Sébastian : Ève-Marie Langlois
- Melissa Mars : Jennifer
- Annick Blancheteau : Peggy
- Saïd Amadis : Nasser

## Commentaires
Diffusé sur France 2 en fin d'été 2002, ce feuilleton a rassemblé environ 6 millions de spectateurs. Il est rediffusé le dimanche en début d'après-midi, à partir du 31 juillet 2005. Il est également rediffusé sur TV5 Monde à partir du 16 août 2008.
C'est Melissa Mars qui en a chanté la B.O., J'vole pas, j'tue pas.